# Certificat d'aptitude professionnelle aux pratiques de l'éducation inclusive et formation professionnelle spécialisée
Le certificat d’aptitude professionnelle aux pratiques de l’éducation inclusive et formation professionnelle spécialisée (CAPPEI) est un diplôme français, passé par un enseignant titulaire du premier ou du second degré, et qui lui permet d'exercer dans l'enseignement spécialisé.
Ce diplôme n'est pas accessible aux non enseignants et aux enseignants non titulaires. 

## Historique
Le premier certificat destiné à reconnaître l'aptitude à prendre en charge des élèves handicapés fut le certificat d'aptitude aux actions pédagogiques spécialisées d'adaptation et d'intégration scolaires (CAPSAIS) créé en 1987.
Il faisait suite aux différentes modifications du certificat d’aptitude à l’éducation des enfants et adolescents déficients ou inadaptés (CAEI), qui intégrèrent aux précédentes notions de déficiences, les notions de handicap dès 1984.
Ce CAEI faisait lui-même suite au tout premier certificat d’aptitude à l’enseignement des enfants arriérés (CAEA), créé conjointement aux classes et aux écoles de perfectionnement.
En 2004, le CAPSAIS est remplacé par le certificat d’aptitude professionnelle pour les aides spécialisées, les enseignements adaptés et la scolarisation des élèves en situation de handicap (CAPA-SH). 
Les personnels titulaires d'un CAEI et d'un CAPSAIS sont réputés titulaires d'un CAPA-SH, et celui-ci se substitue au CAEI et au CAPSAIS.
Le CAPA-SH était destiné à attester la qualification des enseignants du premier degré pouvant être appelés à exercer leurs fonctions dans les écoles, établissements, services accueillant des élèves présentant des besoins éducatifs particuliers liés à une situation de handicap, une maladie ou des difficultés scolaires graves et à contribuer à la mission de prévention des difficultés d'apprentissage.
Le 2CA-SH (certificat complémentaire pour les enseignements adaptés et la scolarisation des élèves en situation de handicap) était un examen similaire au CAPA-SH mais concernant les professeurs des lycées et collèges publics (agrégés, certifiés, professeurs des lycées professionnels) et privés. Ces certificats étaient définis par le décret et l'arrêté du 5 janvier 2004. 
Ces deux certificats sont eux-mêmes remplacés depuis février 2017 par certificat d’aptitude professionnelle aux pratiques de l’éducation inclusive et formation professionnelle spécialisée (CAPPEI). 
Le CAPPEI s'adresse dorénavant aux enseignants du premier degré et du second degré de l'enseignement public ou privé sous contrat. 
Il est régi par le décret no 2017-169 du 10 février 2017 et deux arrêtés du même jour.

## CAEI

### Options
| Options du CAEI en 1984 | Enseignants spécialisés chargés                                                                                      |
| ----------------------- | --- |
| A                       | de l’enseignement des enfants et adolescents handicapés auditifs.                                                    |
| B                       | de l’enseignement des enfants et adolescents handicapés visuels ou aveugles.                                         |
| C                       | de l’enseignement des enfants et adolescents malades somatiques, déficients physiques, handicapés moteurs.           |
| D                       | de l’enseignement des enfants et adolescents présentant des troubles importants à dominante psychologique.           |
| E                       | de l’enseignement et de l’aide pédagogique auprès des enfants en difficulté à l’école préélémentaire et élémentaire. |
| F                       | de l’enseignement et de l’aide pédagogique auprès des adolescents ou des jeunes en difficulté.                       |

## CAPSAIS

### Options
| Options du CAPSAIS | Enseignants spécialisés chargés                                                                                      |
| ------------------ | --- |
| A                  | de l’enseignement des enfants et adolescents handicapés auditifs.                                                    |
| B                  | de l’enseignement des enfants et adolescents handicapés visuels ou aveugles.                                         |
| C                  | de l’enseignement des enfants et adolescents malades somatiques, déficients physiques, handicapés moteurs.           |
| D                  | de l’enseignement des enfants et adolescents présentant des troubles importants à dominantes psychologiques.         |
| E                  | de l’enseignement et de l’aide pédagogique auprès des enfants en difficulté à l’école préélémentaire et élémentaire. |
| F                  | de l’enseignement et de l’aide pédagogique auprès des adolescents ou des jeunes en difficulté.                       |

## CAPA-SH

### Options
| Options du CAPA-SH | Enseignants spécialisés chargés |
| ------------------ | --- |
| A                  | de l'enseignement et de l'aide pédagogique aux élèves sourds et malentendants                                                                                            |
| B                  | de l'enseignement et de l'aide pédagogique aux élèves aveugles et malvoyants                                                                                             |
| C                  | de l'enseignement et de l'aide pédagogique aux élèves présentant une déficience motrice grave ou un trouble de la santé évoluant sur une longue période et/ou invalidant |
| D                  | de l'enseignement et de l'aide pédagogique aux élèves présentant des troubles des fonctions cognitives                                                                   |
| E                  | des aides spécialisées à dominante pédagogique |
| F                  | de l'enseignement et de l'aide pédagogique auprès des élèves des établissements et sections d'enseignement général adapté                                                |
| G                  | des aides spécialisées à dominante rééducative |

### Formation
À la suite de la réforme qui a touché les réseaux d'aides spécialisées aux élèves en difficulté (RASED), les départs en formations spécialisées sont devenus beaucoup moins importants notamment dans les options E et G. De nombreux centres de formations ont été fermés et la formation dans certaines académies s'oriente vers une démarche d'auto-formation avec une ou deux semaines de sensibilisation à l'INSPE, de rencontres avec les partenaires exerçant en établissements médico sociaux et de précisions sur les textes majeurs organisant l'adaptation scolaire et le handicap.
Dans certains départements, les inspecteurs d’académie peuvent organiser des réunions d’information à l’intention des collèges intéressés afin :
- d’éclairer leur choix par rapport aux emplois départementaux existants ou susceptibles de l’être, et des formations correspondantes ;
- de les informer sur les engagements qu’ils prennent en s’inscrivant à la formation préparant au Capa-SH : accepter leur installation sur un poste spécialisé durant le temps de la formation et exercer pendant trois ans dans l’enseignement spécialisé, sur un poste correspondant à l’option choisie (année de formation comprise) ;
- de porter à leur connaissance les conditions et lieux de formations, les modalités d’organisation de l’examen du Capa-SH.

Les conditions de la formation:
Les candidats à une formation au Capa-SH doivent appartenir au corps des professeurs des écoles ou au corps des instituteurs titulaires et participer, très souvent mais pas obligatoirement, à un entretien. Afin d’être en mesure de porter sur les candidatures présentées une appréciation argumentée, le DA-SEN demande pour chaque candidat, l’avis de l’inspecteur de l’Éducation nationale de la circonscription portant sur :
- les motivations du candidat ;
- ses aptitudes à s’insérer dans une équipe de travail ;
- ses capacités d’adaptation aux fonctions qu’il sollicite ;
- ses capacités à suivre une formation spécialisée dans les conditions prévues par les textes.

Les enseignants en formation sont installés à titre provisoire, dès la rentrée scolaire, sur un poste qui correspond à l’option qu’ils ont choisie.
La formation dispensée par l'INSPE ou l’Institut national supérieur de formation et de recherche pour l'éducation inclusive devrait comporter selon s'il existe ou non un centre de formation ou pas :
- quatre cents heures de regroupements organisés en modules de 25 ou 50 heures définis par option.
- Trois semaines se déroulent durant le troisième trimestre de l’année scolaire précédant celle de l’installation à titre provisoire sur un poste spécialisé (année "N-1") .

Les stagiaires peuvent bénéficier d’un accompagnement et d’un suivi diversifiés de la part des formateurs et des équipes de circonscription, selon l'organisation prévue localement.
Dans les textes de références, la formation de base est orientée autour de trois grandes unités . 
Dans chacune des sept options, cette formation devrait  permettre aux enseignants de développer les compétences utiles pour concevoir des remédiations relatives aux difficultés des élèves ainsi qu’à la prise en charge du handicap,  à la prise en compte des données de leur environnement scolaire familial et social et au travail dans une équipe pluri catégorielle. Ces compétences spécifiques sont décrites dans le référentiel de compétences (annexes 1 à 4 de la circulaire no 2004-026 du 10 février 2004).

### Déroulement de l'examen
Les épreuves :
L’arrêté du 5 janvier 2004, paru au JO du 7 janvier 2004, définit les conditions d’organisation de l’examen comprenant :
- une épreuve professionnelle comportant la conduite de deux séquences d’activité professionnelle (séquences consécutives d’une durée de 45 minutes chacune) suivies d’un entretien avec un jury d’une heure.
- une épreuve orale de soutenance d’un mémoire professionnel : étude de situation témoignant d’un processus de réflexion sur une question professionnelle en rapport avec l’option choisie, articulant savoirs et expériences. La durée totale de la soutenance est de 30 minutes, la présentation par le candidat de 10 minutes.

Pour l’option B, la connaissance du braille est vérifiée dans les conditions définies à l’article 3 de l’arrêté.
Chaque épreuve est notée sur 20. Une note minimale de 20 sur 40 est exigée pour l’obtention du CAPA-SH.
Une note égale ou inférieure à 5 sur 20 à une des deux épreuves est éliminatoire.
Le jury :
Le président du jury est choisi parmi les directeurs académiques (DA-SEN) et leurs adjoints.
Pour chaque candidat, le jury comprend une commission de quatre personnes : 
- un DA-SEN ou un IA-IPR chargé de l’ASH (adaptation scolaire et handicap), ou un IEN (Inspecteur de l'Éducation nationale) chargé de l’ASH ;
- un spécialiste de l’option ;
- un enseignant spécialisé de l’option ;
- un IEN de circonscription.

L’organisation des épreuves du CAPA-SH doit s’effectuer à partir du 3e trimestre de l’année scolaire et avant la fin de l’année civile en cours.

## CAPPEI
Contrairement aux précédents diplômes, le CAPPEI peut être passé par un professeur des écoles, un instituteur ou l'un des professeurs de l'enseignement secondaire. Il est réservé au personnel appelé à rester un moment en activité, donc aux enseignants titulaires de la fonction publique ainsi qu'aux maîtres agréés et aux contractuels recrutés en contrat à durée indéterminée. 

### Accès à la formation
La formation est ouverte aux enseignants qui doivent exercer (voire exercent déjà) dans l'éducation spécialisée, les séquences de formation devant être liées à l'exercice professionnel. La liste de ces enseignants est arrêtée par le recteur pour les enseignants du second degré, par le directeur académique des services de l'Éducation nationale pour ceux du primaire, enfin par les vice-recteurs pour les enseignants exerçant dans les collectivités d'outre-mer. 

### Déroulement de la formation
Avant l'année scolaire pendant laquelle l'enseignant doit suivre la formation préparant au CAPPEI, il reçoit une formation préparatoire de 24 heures.
Pendant l'année de formation, le candidat suit une formation directement liée aux épreuves du certificat, ainsi que des  « modules de formation d'initiative nationale », lesquels peuvent aussi être ouverts à d'autres personnels éducatifs. 
La formation conduisant spécifiquement au CAPPEI est composée :
- d'un tronc commun de 144 heures comportant six modules obligatoires ;
- de deux modules d'approfondissement d'une durée totale de 104 heures ;
- d'un module de professionnalisation dans l'emploi d'une durée de 52 heures[7].

Les modules de professionnalisation dans l'emploi sont les suivants :
- enseigner en section d'enseignement général et professionnel adapté ou en établissement régional d'enseignement adapté ;
- travailler en réseau d'aides spécialisées aux élèves en difficulté (RASED) - aide à dominante pédagogique ou travailler en RASED - aide à dominante relationnelle ;
- coordonner une unité localisée pour l'inclusion scolaire ;
- enseigner en unité d'enseignement ;
- enseigner en milieu pénitentiaire ou en centre éducatif fermé.

### Examen du CAPPEI
L'examen comporte trois épreuves : 
- une séquence pédagogique avec des élèves de 45 min, suivie de 45 min d'échange avec le jury autour de la séquence qui vient de se dérouler ;
- un échange d'une heure avec la commission d'aptitude à partir d'un dossier soumis par l'enseignant ;
- la présentation d'une action conduite par le candidat témoignant de son rôle de personne ressource en matière d'éducation inclusive, et permettant de vérifier les connaissances de l'enseignant sur les dispositifs d'éducation inclusive ; cette épreuve dure une demi-heure.

Le CAPPEI peut être délivré par la voie de la validation des acquis de l'expérience professionnelle.  Dans ce cas les candidats doivent justifier de cinq ans d'exercice en tant qu'enseignant dont trois dans le domaine de l'enseignement adapté ou de la scolarisation des élèves en situation de handicap.  